# Isdera Erator GTE
Der Isdera Erator GTE ist ein 1969 fertiggestellter Prototyp eines Supersportwagens des deutschen Automobildesigners Eberhard Schulz.

## Geschichte
Schulz entwickelte und baute den Wagen Ende der 1960er Jahre in einer Großwaschküche und in seinem Vorgarten im ostfriesischen Klostermoor. Sein Betrieb firmierte zu dieser Zeit – in Anlehnung an den Vornamen seiner Ehefrau Gerlinde – als Ednilreg Automobil Styling und Prototypenbau, der interne Entwicklungscode des Projekts lautete 004. Eine Kleinserien- oder Serienfertigung war nicht geplant, der Erator GTE ist ein Einzelstück. Weitere selbst konstruierte Automodelle wie den Spyder oder Imperator fertigte Schulz ab 1983 nach Gründung der ISDERA GmbH in Warmbronn bei Leonberg.

## Technik
Das zweisitzige Mittelmotor-Coupé basiert auf einem verschweißten Stahlrohr-Gitterrahmen mit aufgeklebter GFK-Karosserie und Flügeltüren. Es durchlief drei Entwicklungsstufen, die endgültige Version trägt daher am Heckabschluss unter der Typbezeichnung den Zusatz Mk III.
Die erste Ausführung hatte einen 40 kW starken Flachmotor mit D-Jetronic-Einspritzung aus dem VW 1600, mit dem der 760 kg schwere Sportwagen eine Höchstgeschwindigkeit von 175 km/h erreichte. Durch den Einbau des im Ford Capri und P7 verwendeten V6-Motors mit 2,3 l Hubraum wurde die Motorleistung verdoppelt, wodurch die Geschwindigkeit auf über 220 km/h stieg. Bis zur Fertigstellung der letzten Ausbaustufe flossen noch zahlreiche Änderungen ein, so wurde zum Beispiel der Kraftstoffbehälter zur besseren Gewichtsverteilung von dem linken in den rechten Seitenschweller verlegt sowie der Außenspiegel auf dem oberen Frontscheibenrahmen angebracht und durch eine kleine Scheibe in der linken Flügeltür ergänzt. Für den Einbau des auf dem Mercedes-Benz M 117 basierenden V8-Rennmotors mit 5 l Hubraum und Trockensumpfschmierung war eine Verbreiterung der Karosserie um 100 mm erforderlich. Gleichzeitig konnte dabei die Höhe des Fahrzeugs um 20 mm reduziert werden. Das Gemisch wird durch vier offene Weber-IDA-Doppelvergaser aufbereitet, die Abgase über Fächerkrümmer und eine zweiflutige Abgasanlage mittig nach hinten abgeführt. Für den Einsatz im öffentlichen Straßenverkehr kann ein Endschalldämpfer montiert werden. Die Kraft wird über das ZF-Fünfgang-Schaltgetriebe Synchroma 5 DS-25/2 mit Selbstsperrdifferential an die Hinterräder übertragen. In dieser Konfiguration erreicht der Isdera Erator GTE eine Endgeschwindigkeit von 315 km/h und ist damit schneller als die zur gleichen Zeit gebauten Modelle Ford GT40 und Lamborghini Miura.
Am Heck ist der Erator GTE mit einem durch Schraubverbindungen dreifach in der Höhe verstellbaren Gurney Flap aus Acrylglas ausgerüstet. Weitere Attribute aus dem Motorsport sind die im Beifahrerfußraum montierte Feuerlöschanlage, Vollschalensitze mit Vierpunkt-Sicherheitsgurten, ein von außen bedienbarer Notausschalter und die für den Fahrerhelm im Dachbereich nach außen gewölbte Türhaut.

## Trivia
Eberhard Schulz hatte ein Maschinenbau-Studium bereits nach der Diplom-Vorprüfung abgebrochen. Auf der Suche nach einer Anstellung fuhr er mit dem Erator GTE als Referenz in Stuttgart bei Mercedes-Benz und Porsche vor. Nach Gesprächen mit Werner Breitschwerdt und Helmuth Bott unterschrieb Schulz 1971 schließlich bei Porsche. Er arbeitete dort mehrere Jahre unter Anatole Lapine im Konzept-Studio und bis 1978 als Ingenieur im Fahrversuch.

## Technische Daten
| Kenngrößen                 | Erator GTE Mk I         | Erator GTE Mk II      | Erator GTE Mk III               |
| -------------------------- | ----------------------- | --------------------- | ------------------------------- |
| Bauzeit                    | 1968–1969               | 1968–1969             | 1968–1969                       |
| Motortyp                   | Vierzylinder-Boxermotor | Sechszylinder-V-Motor | Achtzylinder-V-Motor            |
| Hubraum                    | 1584 cm³                | 2294 cm³              | 5000 cm³                        |
| Leistung kW (PS) bei min−1 | 40 (54) bei 4000        | 79 (108) bei 5100     | 309 (420) bei 6200              |
| Drehmoment Nm bei min−1    | 110 bei 2200            | 174 bei 3000          | N/A                             |
| Beschleunigung 0–100 km/h  | N/A                     | N/A                   | 4,0 s                           |
| Höchstgeschwindigkeit      | 175 km/h                | 222 km/h              | 315 km/h                        |
| Leergewicht                | 760 kg                  | N/A                   | 960 kg                          |
| Länge × Breite × Höhe      | 4030 × 1670 × 980 mm    | 4030 × 1670 × 980 mm  | 4030 × 1770 × 960 mm            |
| Reifen                     | N/A                     | N/A                   | 225/50R15 vorn 285/45R15 hinten |